# Triratna Boeddhistische Beweging
De Triratna Boeddhistische Beweging (tot 2010 genoemd Vrienden van de Westerse Boeddhistische Orde) is een boeddhistische beweging die in 1967 werd gesticht door de Engelsman Dennis Lingwood, beter bekend onder de naam Sangharakshita, en in 1968 werd gevolgd door de oprichting van wat nu de Triratna Boeddhistische Orde (en voorheen Westerse Boeddhistische Orde) heet. Sangharakshita bracht vele jaren door in India nadat hij aldaar in het Britse leger had gediend en werd in 1949 ingewijd als een theravadische bhikkhu. Hij keerde in 1964 terug naar Engeland en raakte steeds meer overtuigd dat ondanks de grote belangstelling voor de boeddhistische leringen, het boeddhisme in Engeland in de 60'er jaren formalistisch en sektarisch was. Daarom stichtte hij een nieuwe beweging zonder monniken.

## Triratna Boeddhistische Orde
De beweging heeft vooral beoefenaars in het Westen, maar is wereldwijd actief. Het lidmaatschap kent maar een hoofdcriterium en dat is voor toevlucht gaan in de Drie Juwelen oftewel, de Boeddha, de boeddhistische dharma en de sangha, omdat dit centrale criterium iemand volgens Sangharakshita al tot boeddhist maakt. De orde is zo bezien een netwerk van mensen (vrienden) die zich hebben toegelegd op het beoefenen van de boeddhistische dharma. Daarbij wordt gebruikgemaakt van alle boeddhistische tradities en wordt niet gekozen voor een bepaalde stroming of richting.
De ordeleden worden dharmachari's (mannelijk) en dharmacharini's (vrouwelijk) genoemd en worden op gelijke manier in de orde opgenomen en nemen dezelfde grondbeginselen aan. Er zijn geen hogere ordinaties en hoewel een aanzienlijk aantal leden een aanvullende gelofte van celibaat aannemen, wordt dit niet gezien als een hogere status in de orde.
Door zowel de traditionele boeddhistische lekenorganisaties als de monastische organisaties te verwerpen, stichtte Sangharakshita in feite een geheel nieuw type orde, waarin de keuze voor een bepaalde levensstijl met specifieke leefregels een ondergeschikte rol kreeg toebedeeld. De traditionele ordes zijn dan ook vrijwel nooit bereid een lid van de WBO een gelijkwaardige status toe te kennen.
De ordeleden volgen een tiental grondbeginselen. Deze wijken af van de monastische geloften, maar worden wel vermeld in de oudste boeddhistische geschriften, de Pali-canon. Verder zijn de enige vereisten een serieuze toewijding aan het beoefenen van de dharma-oefeningen en het onderhouden van contacten met de andere ordeleden. Veel van de leden houden zich echter bezig met het geven van meditatielessen en het onderwijzen van de boeddhistische dharma.
De orde kent momenteel meer dan 1500 leden in meer dan 20 landen in Europa, India, Afrika, Australië en Azië. De naamswijziging heeft mede te maken met deze spreiding; in India kon hierdoor eindelijk dezelfde naam gebruikt worden als wereldwijd, en aldaar en in landen als Rusland en China staat 'Westers' niet goed bekend als karakterisering van een boeddhistische beweging. De leer kan echter hier in Europa uitstekend als 'Westers boeddhisme' gekarakteriseerd worden.